# 총풍 사건
총풍 사건(銃風事件)은 1997년 12월에 치러진 대한민국 제15대 대통령 선거 직전에 한나라당 후보 이회창 측에서 지지율을 높이기 위해, 청와대 행정관 등 3명이 중화인민공화국 베이징에서 아시아태평양평화위원회 조선민주주의인민공화국 측의 참사 박충을 만나 조선민주주의인민공화국의 휴전선 인근에서 무력 시위를 해달라고 요청했다는 혐의로 기소된 사건으로, 최종적으로는 법원에 의해 총풍 3인방은 유죄로 확정되었다.

## 개요
오정은 전 청와대 행정관 외 한성기, 장석중, 이른바 총풍 3인방에 대해 2003년 대법원에서는 국가보안법상 회합, 통신 위반 유죄를 확정하였다. 이들에 대한 수사 지시를 내리지 않은 혐의로 국가보안법상 특수직무유기로 기소된 권영해 전 안기부장에 대해서는 무죄가 확정되었다.
1심에서는 20세기 말 냉전의 잔재인 북한세력과의 적대관계를 이용, 대선에 영향을 끼치려 한 사건이라며 "무력시위가 실제 이뤄지지 않았다 해도 시위 요청을 했다는 자체만으로 자유민주적 기본질서의 핵심인 선거제도와 국가안보에 심각한 위협"이라고 유죄선고 이유를 설명했다. 2심에서는 총풍 3인방이 사전모의를 하지 않았고, 총풍을 요청한 사실은 입증할 자료가 부족하지만 북측을 접촉한 사실로 국가보안법을 위반한 것으로 판결을 내렸다.
대법원 2부(주심 이규홍 대법관)는 1997년 대선 직전 북한 인사와 접촉, 휴전선에서 무력시위를 해달라고 요청한 혐의(국가보안법상 회합.통신 등)로 기소된 오정은 전 청와대 행정관 등 이른바 '총풍 3인방'에 대한 상고심에서 징역 2∼3년에 집행유예 3∼5년씩을 선고한 원심을 2003년 7월 26일 확정하고, 이들의 북한 인사 접촉사실을 알고도 수사지시를 내리지 않은 혐의(국가보안법상 특수직무유기)로 기소된 권영해 전 안기부장에 대해서는 무죄를 선고한 원심을 확정했다.
재판부는 판결문에서 "피고인들이 무력시위를 요청한 사실이 인정되는 경우는 물론 북한이 남한의 대선과 관련해 어떠한 움직임이 있는지 그 동향을 알아보기 위해 북한 사람들과 접촉한 것 또한 국가보안법 위반에 해당한다. 반국가단체의 구성원 등과 회합 등 연락을 한 경우 반국가단체의 이익을 목적으로 한 것이 아니더라도 우리 내부의 교란책 등으로 악용하면 자유민주체제를 위태롭게 할 수 있는 것에 해당한다. (권 전 안기부장에 대해서는)사건 첩보확인 즉시 신속하고 치밀하게 사건의 진상을 밝히지 못한 점이 있다고 하더라도 직무를 유기하려는 범죄 의도가 있었다고 볼 수 없다"고 밝혔다.

## 가혹행위
이후 2008년 총풍 사건의 수사 과정에서 가혹 행위와 피의 사실 공표로 인한 명예 훼손에 국가 1억 배상 판결을 내리게 되었다. 재판부는 판결문에서 "임의수사는 수사관이 동행에 앞서 피의자에게 동행을 거부할 수 있음을 알려주거나 피의자가 언제든지 자유롭게 동행장소에서 퇴거할 수 있었음이 인정되는 등 오로지 피의자의 자발적인 의사에 의해 수사관서 등의 동행이 이뤄졌음이 객관적으로 명백한 경우에 한해 적법하다. 구속영장도 발부받지 않은 채 장씨를 약 52시간 동안 구금한 것은 불법구금에 해당한다"고 지적했다.
재판부는 또 "수사기관의 피의사실 공표행위는 공권력에 의한 수사결과를 바탕으로 한 것으로 국민들에게 그 내용이 진실이라는 강한 신뢰를 부여한다. 수사기관이 무죄추정의 원칙에 반해 유죄를 속단하게 할 우려가 있는 표현이나 추측 또는 예단을 불러일으킬 우려가 있는 표현을 사용해 단정적으로 피의사실에 관한 공식발표를 해 원고들의 인격권이 침해됐다. 원고들이 검찰수사의 초기 단계에서 총풍사건 무력시위 요청을 모의한 사실을 자백했고, 형사재판 1심에서 이 부분에 대해 유죄가 선고되었으므로 검찰의 사건 수사와 공소제기가 합리성을 긍정할 수 없는 정도가 아니라고 판단해 손해배상청구를 배척한 원심에는 잘못이 없다. 혐의를 가지게 된 데에 상당한 이유가 있을 때에는 이후 재판을 통해 무죄가 확정되더라도 수사기관의 판단이 경험칙이나 논리칙에 비춰 도저히 그 합리성을 긍정할 수 없는 정도에 이른 경우에만 귀책사유가 있다"고 설명했다.

## 내부 고발자에게 징역 6년형
이명박 정부 때인 2010년 6월 10일 북한에 군의 작전교범 등을 전달한 혐의 등으로 충풍 사건의 내부 고발자는 2010년 6월 구속 수감되었고 6년후 만기 출소하였다.

## 같이 보기
- 수지김 사건
- 세풍 사건
- 미림팀
- 김기춘
- 초원복집 사건
- 안기부 X파일 사건
- 선군정치
- 김진양#중서문하성에서 이성계 일파의 변란 날조를 지적